# The King of Rome

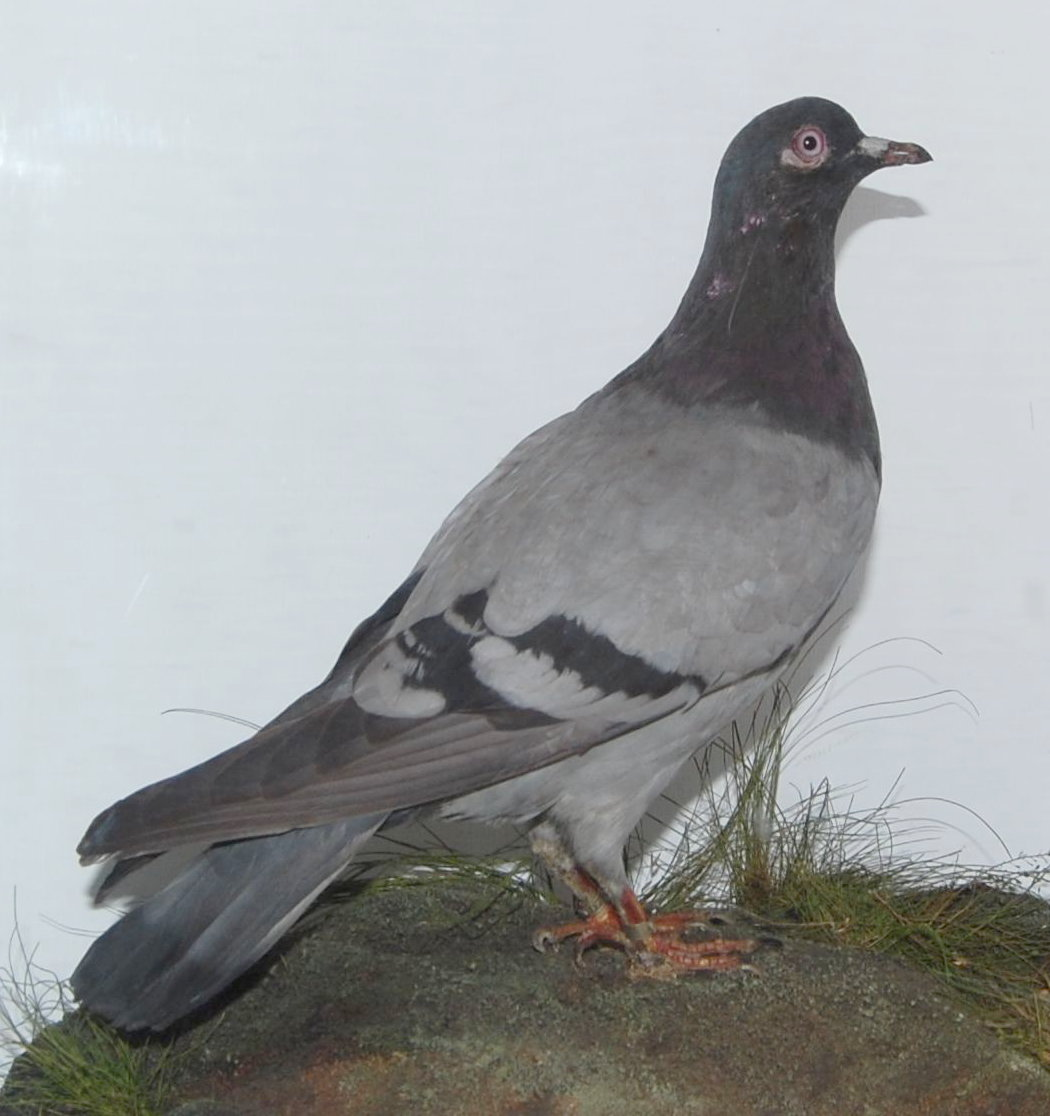
Чучело Короля Рима

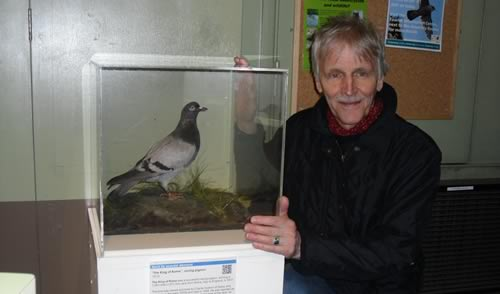
Sudbury, in 2012

The King of Rome (Король Рима) — спортивный голубь, выигравший гонку в 1001 милю (1611 километров) из Рима в Англию в 1913 году. Ему посвящены песня и книга авторства Дейва Сёдбери (Dave Sudbury); наиболее известная запись песни была сделана Джуном Тейбором (June Tabor) (кроме того, она была записана группой Half Man Half Biscuit .).
Голубь, самец голубой окраски, кольцо номер NU1907DY168, принадлежал и был выведен Чарли Хадсоном (Charlie Hudson, родился в начале 1870-х, умер 13 марта 1958 года в возрасте 84 лет), который жил на Брук-Стрит 56 в Дерби (52°55′35″ с. ш. 1°29′08″ з. д., Brook Street, сейчас разрушен), о котором сообщается, что он начал участвовать в гонках голубей с 1904 года. Он был казначеем и президентом Derby Town Flying Club. Кроме того, он писал заметки, связанные с голубями, в Derby Evening Telegraph. Когда птица-победитель гонки умерла, он отдал её тело в Музей и художественную галерею Дерби, где из него было сделано чучело с присвоенным выставочным номером DBYMU.1946/48. Хотя раньше чучело выставлялось в разных музеях, на 2011 год оно не выставляется.